# كمبل دلمراد
كمبل دلمراد (بالفارسية: کمبل دلمراد) هي قرية تقع في البلدة المركزية في إيران. يقدر عدد سكانها بـ 223 نسمة بحسب إحصاء 2016.